# Sigurðar þáttr
Sigurðar þáttr es un relato corto de las sagas caballerescas. Es una sección de la Samsons saga fagra, aunque por su contenido se asemeja más a una de las sagas de los tiempos antiguos. La segunda parte de la saga narra la búsqueda de la mágica manta de prueba de castidad, que recuerda varios ejemplos de misiones en leyendas celtas en busca de objetos mágicos. El relato cita el origen de la manta, describe sus maravillosas propiedades, y como las mujeres de los elfos tejían en la tierra de las hadas. Valentina pasó la prueba y fue premiada con el manto. Samson pudo celebrar su boda, y gobernó felizmente sobre Inglaterra.